# Резня в Бэллимёрфи
Резня в Бэллимёрфи (англ. Ballymurphy Massacre, ирл. Sléacht Bhaile Uí Mhurchú) — расстрел мирных жителей в округе Бэллимёрфи города Белфаст британскими солдатами Парашютного полка, совершённый с 9 по 11 августа 1971 года в разгар операции «Деметриус». События часто называют Белфастским кровавым воскресеньем (через год ещё одно «кровавое воскресенье» устроили солдаты того же полка). Это один из первых случаев насилия в отношении мирного населения Северной Ирландии со стороны британской армии в ходе вооружённого конфликта.

## События
В понедельник, утром 9 августа 1971 британская армия начала операцию «Деметриус» с целью ареста всех подозреваемых в сотрудничестве с боевиками ИРА. Для проведения операции был задействован Парашютный полк. После вступления парашютистов в округ Бэллимёрфи республиканцы открыли огонь, в ответ на что парашютисты также начали стрелять. Это и привело к жертвам среди мирного населения. Семьи погибших потребовали извинений от правительства Великобритании, заявив, что погибшие не совершали чего-либо противозаконного.

## Жертвы
Шесть человек были убиты 9 августа.
- Фрэнсис Куинн (19 лет), убит снайпером с военной базы при попытке помочь раненому[5].
- Хью Маллан (38 лет), католический священник, также убит снайпером при попытке помочь раненому[5][6].
- Джоан Коннолли (50 лет), убита прямо напротив военной базы[5][7].
- Дэниэл Теггарт (44 года), получил четырнадцать ранений. Большинство из них пришлись в спину[8][5].
- Ноэль Филлипс (20 лет), убит прямо напротив военной базы[5][9].
- Джозеф Мёрфи (41 год), убит прямо напротив военной базы[5].

Один человек был застрелен 10 августа, ещё четверо убиты 11 августа.
- Эдвард Дохерти (28 лет), убит на Уайтрок-Роуд[10].
- Джон Лаверти (20 лет) и Джозеф Корр (43 года) убиты в разных местах Уайтрок-Роуд. Лаверти получил два ранения (в спину и в ногу). Корр получил множество ранений, от их последствий скончался 27 августа[5][11].
- Джон Маккерр (49 лет), расстрелян неизвестными около католической церкви, от последствий ранений скончался 20 августа[12][13].
- Пэдди Маккарти (44 года), запуган до смерти солдатами, которые якобы угрожали ему незаряженным оружием и пытались ему «выстрелить» в рот. Умер от отказа сердца[14][15].

## Расследование
В ноябре 2018 года было начато коронерское расследование событий в Бэллимёрфи. В суде было заслушано около 150 свидетелей, в том числе почти 60 солдат, более чем 30 гражданских, а также экспертов по баллистике и судебно-медицинских экспертов. 11 мая 2021 было дано заключение коронера, которая расследовала данные события. Согласно этому вердикту в Бэллимёрфи имели место беспорядки, однако ответ военных на это был «диспропорциональным», а все десять погибших признаны невиновными. Также указано, что девять из десяти жертв были убиты военными Соединенного Королевства. Вину в смерти десятого погибшего установить не представилось возможным.